# 田中精一 (1960年生の実業家)
田中 精一（たなか せいいち、1960年9月14日 - ）は、日本の実業家。広島県出身。双日株式会社代表取締役副社長執行役員最高財務責任者（CFO）。

## 人物・経歴
広島県出身。1984年上智大学経済学部卒業後、日商岩井（現・双日）株式会社に入社。2011年同社財務部長、2014年同社執行役員財務担当兼財務部長、2016年同社常務執行役員CFO兼財務、主計担当、2017年同社代表取締役専務執行役員CFO兼ストラクチャードファイナンス、主計、情報企画管掌兼IR、財務担当、2018年同社代表取締役専務執行役員CFO兼主計、情報企画、M&Aマネジメント室、コントローラー室管掌兼 IR、財務、ストラクチャードファイナンス担当、2019年同社代表取締役副社長執行役員CFO兼主計、財務、ストラクチャードファイナンス、IR、M&Aマネジメント室、コントローラー室管掌、2020年同社代表取締役副社長執行役員CFO兼主計、営業経理、財務、ストラクチャードファイナンス、IR、M&Aマネジメント室、コントローラー室管掌、2021年同社代表取締役副社長執行役員CFO兼主計、営業経理、財務、IR、フィナンシャルソリューション、コントローラー室管掌、2022年同社代表取締役副社長執行役員CFO兼主計、営業経理、財務、IR、フィナンシャルソリューション管掌。
同社において長年財務関連業務に従事し、2016年からは最高財務責任者（CFO）として資産の質の良化を推進し、財務体質の強化を通じた企業価値向上に貢献。特にキャッシュ・フローを重視したマネジメントスタイルで、世界を取り巻く困難な状況下においても同社の財務基盤を揺るぎないものに築き上げた。